# 绍卡奇
绍卡奇，是匈牙利包尔绍德-奥包乌伊-曾普伦州所辖的一个村。总面积8.62平方公里，总人口137，人口密度15.9人/平方公里（2011年1月1日）。